# 古川れもん
古川 れもん（ふるかわ れもん、2月4日 - ）は、日本のゲームの原画家・イラストレーター。

## 作品

### アダルトゲーム
- Reversible（CG）
- しょじょたん 第1幕 ご主人様に処女を捧げる健気なメイド編
- しょじょたん 第2幕 ご主人様に処女を捧げる元気なメイド編
- 私立温泉学園 〜スク水でお風呂に入っちゃダメですか？〜
- 私立温泉学園2時間目〜お風呂でレズしちゃダメですか?〜
- 私立温泉学園3時間目 〜イレクトで3Pしちゃダメですか？〜
- 暁の護衛 〜罪深き終末論〜（彩色）
- 恋愛家庭教師ルルミ★Coordinate!（SDCG）
- 俺の彼女のウラオモテ（グラフィック）
- 決戦!乙女たちの戦場3〜電撃作戦!戦果はエースの名のもとに〜
- ウィッチズガーデン（CG彩色）
- ChuSingura46+1 -忠臣蔵46+1-（パッケージ・特典彩色）
- サンタフル☆サマー（グラフィック監修、色彩設計、グラフィック）
- 3人いる! 〜Happy Wedding in Livingroom〜（SDCG）
- 戦極姫5〜戦禍断つ覇王の系譜〜
- ぴゅあよめ
- 春風センセーション!（CG彩色）
- 戦極姫6 〜天下覚醒、新月の煌き〜（相良義陽、甲斐宗運）
- JKビッチぱこぱこライフ
- PureMarriage 〜赤い糸物語 まどか編〜
- PureMarriage 〜赤い糸物語 セリカ編〜

### イラスト
- ラグナロクオンライン 4コマKINGDOM Vol.29